# Anni Sacri

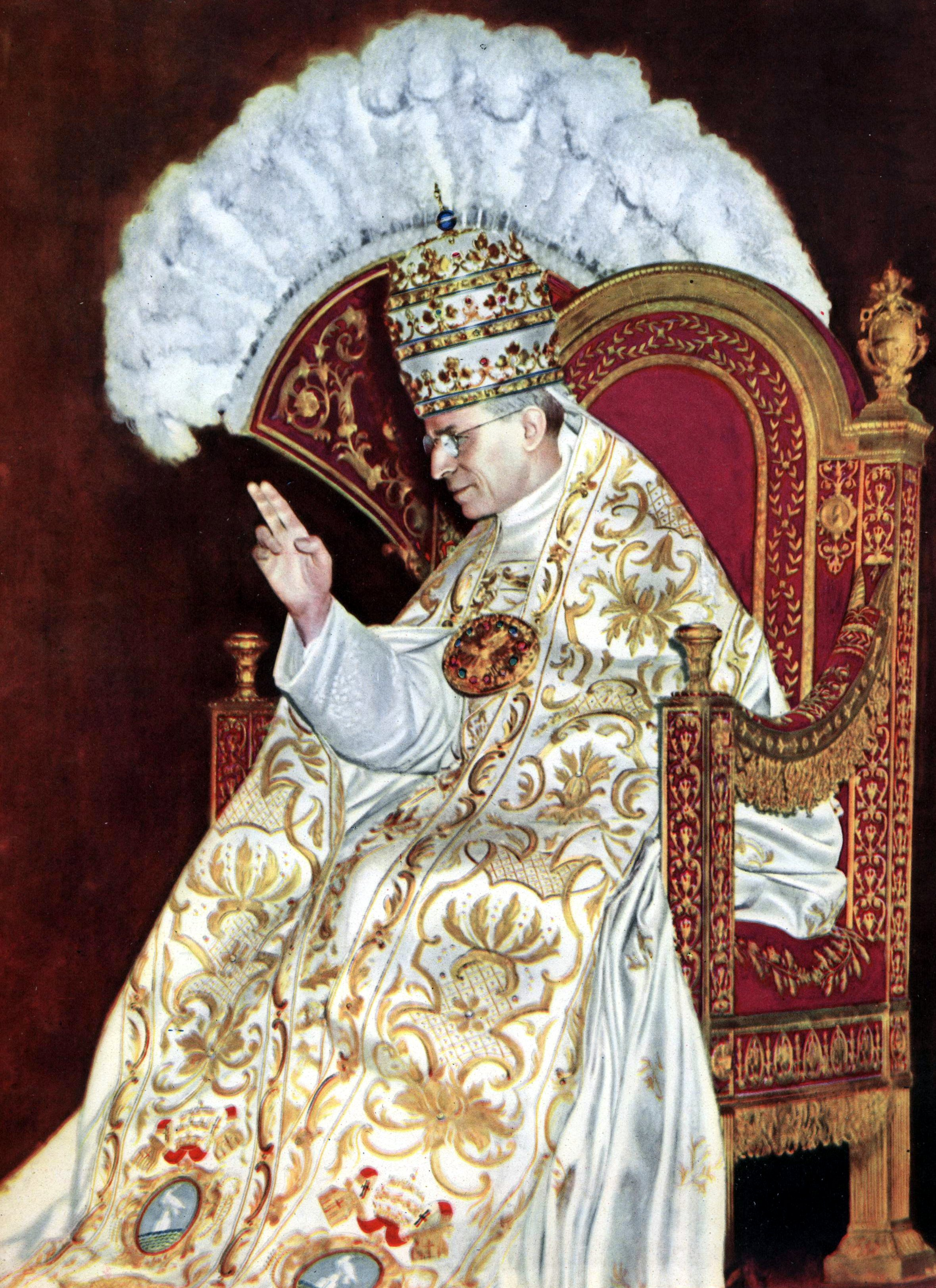
Papież Pius XII

Anni Sacri (z łac. O jubileuszu Roku Świętego) – encyklika papieża Piusa XII wydana 12 marca 1950 o podtytule O zwalczaniu ateistycznej propagandy w świecie.
Papież w tej encyklice poruszył temat propagandy ateistycznej i jej wpływu na społeczeństwa.

## Treść
Pius XII na początku encykliki wyraża radość z licznych pielgrzymów, którzy przybywają do Rzymu z okazji Roku Świętego, aby odkupić własne winy, ale także grzechy świata i błagać o powrót społeczeństwa do Boga.
Papież uważa, że mimo iż wojna w większej części świata ustała to nie nastał pokój. Za największe zło i korzeń wszelkiego zła uważa kłamstwo zastępujące prawdę, które jest następnie używane jako narzędzie sporu. Zauważa, że w niektórych miejscach religie są zabronione w życiu rodzinnym i społecznym, a w ich miejsce wprowadzany jest ateizm w taki sposób, że Bóg i jego prawo są znoszone, a moralność nie ma już podstaw. Krytykuję prasę, która zbyt często wulgarnie obraża uczucia religijne, rozprzestrzenia najbardziej haniebne nieprzyzwoitości i agitacje, co najwięcej szkód czyni wśród dzieci i młodzieży. Ludzie są prowokowani do nienawiści, rywalizacji i buntu, szczególnie jeśli zostali pozbawieni wiary. Biskup Rzymu krytykuję również zamieszki i rewolty, które doprowadzają do ruiny gospodarki i nieodwracalnie szkodzą dobru wspólnemu. Zwraca również uwagę na państwa, gdzie Kościół jest prześladowany.
Pius XII zwraca uwagę, że w szkołach, na uczelniach oraz w publikacjach i w prasie cenzura zabrania lub ogranicza możliwość wyjaśnień i obrony doktryny przez Kościół.
Papież stwierdza, że zło rodzi się z tylko z jednego źródła: odrzucenia Boga i pogardy dla Jego prawa. Zaradzić mu można poprzez modlitwę, pokój, zgodę, oświecenie umysłów i sprawiedliwości między różnymi klasami społecznymi. Twierdzi, że po odrzuceniu religii nie może być dobrze uporządkowanego społeczeństwa. Dlatego zachęca kapłanów do obrony ludzi przed fałszywymi uprzedzeniami i błędnymi przekonaniami. Zauważa również, że konieczna jest pomoc świeckich, szczególnie działaczy Akcji Katolickiej. Zachęca również do krucjaty modlitewnej. Uważa, że nikt nie może być bezczynny wobec tylu zła i niebezpieczeństw oraz gdy obóz ateistyczny dąży do zniszczenia podstaw religii katolickiej i kultu chrześcijańskiego.
Pius XII stwierdza, że chrześcijańskie zasady osiąga się nie poprzez siłę i przemoc, ale przez zastosowanie prawa. Ufa, że przez Jezusa Chrystusa uda się zażegnać konflikty i pokonać kłamstwo. Na koniec papież udziela swojego błogosławieństwa.